# Hollier Automobile Company

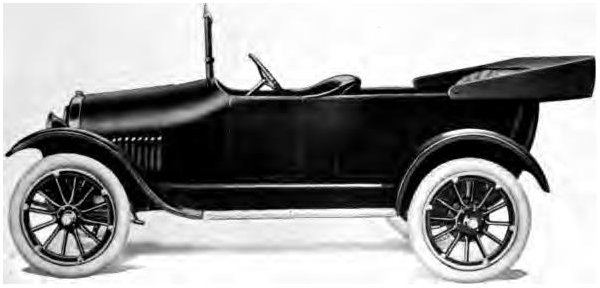
Hollier Eight Tourenwagen (1916)

Hollier Automobile Company war ein US-amerikanischer Automobilhersteller.

## Beschreibung
Charles Lewis, der frühere Präsident der Jackson Automobile Company, leitete die Lewis Spring and Axle Company in Jackson (Michigan) mit einem zusätzlichen Werk in Chelsea (Michigan). Dort stellte er ab 1915 Automobile her. Der Markenname lautete Hollier.
Ursprünglich gab es den Hollier mit einem V8-Motor eigener Fertigung. Ab 1917 gab es den Wagen auch mit einem Sechszylinder-Reihenmotor von der Falls Motor Corporation. Es wurden nur offene Aufbauten geliefert.
1918 ließ Lewis die Fertigung des Achtzylindermotors einstellen, da auf Grund von sich aus Ersten Weltkrieg ergebenden Engpässen nicht mehr genügend Rohstoffe zur Verfügung standen. 1921 entschied er sich, die Firma in Hollier Automobile Company umzubenennen, aber diese Änderung kam zu spät. Noch im gleichen Jahr musste er die Fertigung einstellen.

## Modelle
| Modell | Bauzeitraum | Zylinder | Leistung                      | Radstand     |
| ------ | ----------- | -------- | ----------------------------- | ------------ |
| Eight  | 1915–1918   | 8 Reihe  | 40 bhp (29 kW)                | 2845–2946 mm |
| Six    | 1917–1918   | 6 Reihe  | 21,6–25,35 bhp (15,9–18,6 kW) | 2946 mm      |
| Six    | 1919–1921   | 6 Reihe  | 55 bhp (40 kW)                | 3048 mm      |

## Produktionszahlen
| Jahr  | Produktionszahl |
| ----- | --------------- |
| 1915  | 640             |
| 1916  | 967             |
| 1917  | 697             |
| 1918  | 816             |
| 1919  | 83              |
| 1920  | 227             |
| 1921  | 213             |
| Summe | 3643            |